# Функция Ландау
Функция Ландау {\displaystyle g(n)} в теории чисел, названная в честь немецкого математика Эдмунда Ландау, определяется для любого натурального числа n как наибольший порядок элемента симметрической группы {\displaystyle S_{n}}.

## Определения
Эквивалентные определения: {\displaystyle g(n)} равно наибольшему из наименьших общих кратных (НОК) по всем разбиениям числа n, или максимальному числа раз, которое подстановка из n элементов может быть последовательно применена до первого появления первоначальной последовательности. Таким образом, формально:
{\displaystyle g(n)=\max \limits _{k_{1}+\ldots +k_{m}=n}HOK(k_{1},\ldots ,k_{m})}.
Например, 5 = 2 + 3 и НОК(2,3) = 6. Никакое другое разбиение не даёт бо́льшее наименьшее общее кратное, следовательно {\displaystyle g(5)=6}. Элемент порядка 6 в группе {\displaystyle S_{5}} может быть записан в виде произведения двух циклов: (1 2) (3 4 5).

## Свойства
Целочисленная последовательность g(0) = 1, g(1) = 1, g(2) = 2, g(3) = 3, g(4) = 4, g(5) = 6, g(6) = 6, g(7) = 12, g(8) = 15, … — последовательность A000793 в OEIS, названа в честь Эдмунда Ландау, доказавшего в 1902 году, что
{\displaystyle \lim _{n\to \infty }{\frac {\ln(g(n))}{\sqrt {n\ln(n)}}}=1}
(где ln обозначает натуральный логарифм).
При этом локальные максимумы выражения под знаком предела случаются при n = 2, 3, 5, 7, 9, 10, 12, 17, 19, 30, 36, 40, … (последовательность A103635 в OEIS).
Утверждение о том, что
{\displaystyle \ln g(n)<{\sqrt {\operatorname {Li} ^{-1}(n)}}}
для всех n, где {\displaystyle \operatorname {Li} ^{-1}} обозначает обратную функцию к интегральному логарифму, эквивалентно гипотезе Римана.
Другие соотношения:
- ln НОК (1, 2, …, n) {\displaystyle \leqslant \ln g\left({\frac {n(n+1)}{2}}\right)\sim n{\sqrt {\ln n}}}. Первое неравенство следует из того, что {\displaystyle 1+2+\dots +n={\frac {n(n+1)}{2}}} — одно из разбиений, вторая асимптотика из утверждения Ландау.
- Пусть gpf(g(n)) — наибольший простой множитель g(n). Значения этой функции при n=2, 3, … будут 2, 3, 2, 3, 3, 3, 5, 5, 5, 5, 5, 5, 7, 7, 7, 7, 7, 7, 7, 7, 7, 7, 7, 7, 7, 11, … (последовательность A129759 в OEIS). J.-L. Nicolas в 1969 показал, что {\displaystyle \operatorname {gpf} (g(n))\sim {\sqrt {n\ln n}}}. J.-P. Massias et al. (1988, 1989) показали, что для всех {\displaystyle n\geqslant 2} {\displaystyle \operatorname {gpf} (g(n))\leqslant 2{,}86{\sqrt {n\ln n}}}, а J. Grantham (1995) показал, что для всех {\displaystyle n\geqslant 5} константа 2,86 может быть улучшена до 1,328.